# A Saucerful of Secrets (brano musicale)
A Saucerful of Secrets è un brano strumentale del gruppo musicale Pink Floyd, tratto dall'album omonimo del 1968 e composto da  Richard Wright, Nick Mason, David Gilmour e Roger Waters. È presente nel disco live del quarto album del gruppo, Ummagumma, e nel film Pink Floyd: Live at Pompeii.

## Struttura
Nell'album Ummagumma la canzone è suddivisa in quattro parti (mentre sull'album omonimo tale suddivisione non era presente).
- Something Else (0:00-03:57) (Wright, Waters, Gilmour, Mason).
- Syncopated Pandemonium (3:57-07:04) (Mason, Wright, Gilmour, Waters).
- Storm Signal (7:04-08:38) (Mason, Gilmour, Wright, Waters).
- Celestial Voices (8:38-11:52) (Wright).

## Dal vivo
A Saucerful of Secrets era originariamente conosciuta con il titolo The Massed Gadgets of Hercules e veniva regolarmente eseguita dai Pink Floyd durante i concerti, in versioni dal vivo dalla durata molto variabile (dai nove ai quasi trenta minuti) che spesso si discostavano parecchio dalla versione in studio.
La versione giapponese di questo brano è stata intitolata 神秘 (shinpi), che si traduce come "Mistero".
A Saucerful of Secrets fu eseguito per l'ultima volta dai Pink Floyd il 23 settembre 1972 presso l'Auditorium Winterland di San Francisco, in California.
Dal 2018 il brano viene eseguito dal vivo dalla band Nick Mason's Saucerful of Secrets.

## Critica
Il critico Piero Scaruffi ha definito il brano "uno dei più grandi capolavori del rock psichedelico", aggiungendo che è "tra le più audaci sperimentazioni psichedeliche mai tentate".

## Formazione
- Roger Waters - basso, gong
- David Gilmour - voce, chitarra
- Rick Wright - organo, pianoforte
- Nick Mason - batteria